# Сезон тихоокеанских ураганов 2018 года
Сезон тихоокеанских ураганов 2018 года — интервал времени, в течение которого в Тихом океане к северу от экватора и к востоку от линии перемены дат формируются тропические ураганы. Традиционно считается, что в восточной части региона сезон начинается 15 мая, в центральной — с 1 июня, а заканчивается сезон обычно к 30 ноября. Однако эти границы являются условными, и тропические циклоны в регионе могут рождаться и вне этого отрезка времени.

## Метеопрогнозы сезона
| Статистика                     | Статистика                       | Количество:                     | Количество: | Количество:      | Количество: |
| Статистика                     | Статистика                       | Циклонов с собственными именами | Ураганов    | Сильных ураганов | Источники   |
| ------------------------------ | -------------------------------- | ------------------------------- | ----------- | ---------------- | ----------- |
| В среднем с 1981 по 2010 годы: | В среднем с 1981 по 2010 годы:   | 15.4                            | 7.6         | 3.2              | [ 1 ]       |
| Рекордно мощные сезоны:        | Рекордно мощные сезоны:          | 27 (1992)                       | 16 (2015)   | 11 (2015)        | .           |
| Рекордно слабые сезоны:        | Рекордно слабые сезоны:          | 8 (2010)                        | 3 (2010)    | 0 (2003)         | [ 2 ]       |
| Дата опубликования прогноза    | Автор прогноза                   | Количество:                     | Количество: | Количество:      | Количество: |
| Дата опубликования прогноза    | Автор прогноза                   | Циклонов с собственными именами | Ураганов    | Сильных ураганов | Источники   |
| 24 мая 2018                    | NOAA                             | 14-20                           | 7-12        | 3-7              | [ 3 ]       |
| 25 мая 2018                    | Национальная метеослужба Мексики | 18                              | 6           | 4                | [ 4 ]       |
| Статистика сезона 2018         | Статистика сезона 2018           | Количество:                     | Количество: | Количество:      | Количество: |
| Регион                         | Регион                           | Циклонов с собственными именами | Ураганов    | Сильных ураганов | Источники   |
| Восточный Тихий океан          | Восточный Тихий океан            | 22                              | 12          | 9                |             |
| Центральный Тихий океан        | Центральный Тихий океан          | 1                               | 1           | 1                |             |
| Всего                          | Всего                            | 23                              | 13          | 10               |             |

Сезон начался пассивно, это связано с нейтральной стадией Южной осцилляции, поскольку Ла-Ниньо рассеялось в марте 2018 года, а Эль-Ниньо ещё не сформировалось. В среднем за сезон ураганов с 1981 по 2010 год формировалось 15 циклонов, получавших собственные имена, 7 ураганов и 3 сильных урагана, а индекс накопленной ураганами энергии (ACE) колебался от 80 до 160 единиц.
24 мая NOAA выпустило свой ежегодный прогноз, в котором с вероятностью в 80 % предсказывает среднестатистический сезон, в котором должно появится от 14 до 20 циклонов с собственным именем, от 7 до 12 ураганов и от 3 до 7 сильных ураганов.
25 мая Национальная метеослужба Мексики опубликовала свой прогноз на сезон, ожидая формирования 18 именованных штормов, 6 ураганов и 4 сильных ураганов. Оба прогноза существенно недооценили сезон 2018 года.

## Хронология и итоги сезона
В восточной части бассейна сезон начался за пять дней до официального открытия, поскольку 10 мая сформировалась тропическая депрессия One-E. Циклон перемещался в открытом океане, ущерба не нанес и разрушился через два дня после формирования.
В центральной части Тихого океана сезон официально начинается 1 июня и заканчивается 30 ноября.

## Тропические циклоны сезона

### Тропическая депрессия One-E
7 мая Национальный центр США по слежению за ураганами начал отслеживать формирование тропического циклона, расположенного юго-западнее Мексики. Тропическое возмущение медленно усиливалось с одновременным формированием зоны организованной конвекции, но до необходимых для присвоения статуса тропической депрессии параметров циклон усилился только в вечеру 10 мая, став первой тропической депрессией сезона и открыв его досрочно. Из-за сильного сдвига ветра депрессия быстро потеряла силу и ослабла до остаточного минимума ранним утром 12 мая.
Сообщений о жертвах и разрушениях не поступало.

### Ураган Алетта
Начиная с 31 мая к западу от Мексики отмечалась повышенная вероятность образования тропического циклона, а 2 июня в регионе сформировалась большая зона неустойчивых воздушных масс. Медленно формируя упорядоченную структуру облаков система превратилась в тропическую депрессию к 6 утра (МСК) 6 июня, а к полудню того же дня усилилась до уровня тропического шторма, получивший имя Алетта. К полночи с 7 на 8 июня по московскому времени циклон усилился до первого в сезоне урагана, а к 18 часам 8 июня усилился до урагана 4 категории, став первым сильным ураганом сезона. Вскоре после этого ураган начал слабеть из-за попадания в зону с более холодной поверхностью океана и сильного сдвига ветра и к 13 часам (МСК) 10 июня ослаб до тропического шторма, а поздним вечером 11 июня ослаб до остаточного минимума. При всей своей мощи ураган Алетта не убил ни одного человека и не нанес никакого ущерба.

### Ураган Бад
4 июня Национальный центр по слежению за ураганами начал отслеживать область низкого давления, расположенную в Тихом океане вблизи Мексики. На следующий день в регионе сформировалось крупная область атмосферных возмущений, которая медленно смещалась в западном направлении. Медленно усиливаясь, эволюционирую и создавая организованную структуру она смещалась в северо-западном направлении, пока не сформировала облачную структуру, характерную для тропической депрессии и не получила соответствующий статус в ночь с 9 на 10 июня. В 6:00 (МСК) 10 июня циклону был присвоен статус тропического шторма, а в ночь на 11 июня статус был вновь повышен, теперь до урагана первой категории.Ураган усилился до третьей категории во второй половине дня 11 июня, а ранним утром 12 июня — до урагана 4 категории и вызвал мощные ливни в городах Сапопан и Гвадалахара. В связи с попаданием в зону с относительно холодными поверхностными водами 13 июня ураган начал быстро терять силу и к моменту выхода на сушу ослаб до тропического шторма.
Циклон выходил на сушу дважды: в три часа утра (МСК) 15 июня как тропический шторм он задел полуостров Калифорния, а через шесть часов, ослабнув до остаточного минимума, окончательно вышел на сушу на континентальное побережье Мексики. На следующий день циклон рассеялся.

### Тропический шторм Карлотта
12 июня недалеко от западного побережья Мексики сформировалась т. н. «зона возмущенной погоды», которая постепенно формировала структурированную конвекцию и организованную структуру облаков, и к полночи 15 июня превратилась в тропическую депрессию, получившую обозначение Four-E. К 21:00 (МСК) 15 июня циклон усилился до тропического шторма, получившего имя Карлотта. По статистике четвёртый тропический циклон в данном бассейне обычно формируется на первой неделе июля, Карлотта перевыполнила план по формированию циклонов на две недели.
Совместно с остатками урагана Бад шторм Карлотта вызывал серьёзные осадки на территории Мексики, местами было затруднено автомобильное сообщение. Шторм начал формировать глаз, что могло бы свидетельствовать о его дальнейшем усилении и превращении в тропический ураган, но взаимодействие с сушей привело к стремительному ослаблению циклона, к 21:00 (МСК) 17 июня он стал тропической депрессией, а утром 19 июня — ослаб до остаточного минимума. Предварительно сообщается, что прохождения циклона по территории Мексики обошлось без жертв, официальная оценка ущерба пока не озвучена, но известно о более 800 подтопленных домах.

### Тропический шторм Даниэл
21 июня NHC начал отслеживать область неорганизованной конвекции в восточной части Тихого океана. Атмосферные условия благоприятствовали развитию циклона, к 23 июня конвекция начала организовываться и утром 24 июня циклон оформился в тропическую депрессию, а к 18 часам (МСК) того же дня — усилился до тропического шторма, получив имя Даниэл. На следующий день циклон переместился в зону с относительно холодными поверхностными водами и во второй половине дня начал быстро слабеть, к 21 часу он ослаб до тропической депрессии, а к 18 часам следующего дня — до тропического минимума. Циклон на всех стадиях своего жизненного цикла перемещался вдали от населенных территорий, никаких сведений о жертвах и разрушениях не поступало.

### Тропический шторм Эмилия
Начиная с вечера 23 июня NHC отмечал повышенный риск формирования тропического циклона в районе Коста-Рики. К полуночи 27 июня циклон, благодаря теплым поверхностным водам, усилился до тропической депрессии, а к 12 часам (МСК) следующего дня усилился до тропического шторма, получившего имя Эмилия. В полночь 29 июня шторм достиг максимальной силы, с ветром до 100 км/ч  и давлением 997 гПа, а на следующий день начал слабеть, и ослаб до тропической депрессии к 18:00 (МСК) 30 июня. Шторм перемещался в открытом океане, не вызвав никаких жертв и разрушений.

### Ураган Фабио
Начиная с 24 июня NHC отмечал потенциальную вероятность формирования тропического циклона в связи с прохождением тропической волны над Гондурасом и Никарагуа.Циклон постепенно усиливался и формировал организованную конвекцию, смещаясь на запад, пока в полночь 1 июля не усилился до тропической депрессии, а к полудню того же дня — до тропического шторма, получившего имя Фабио. Шторм Фабио усилился до урагана первой категории к 18:00 (МСК) 2 июля, а к полудню следующего дня усилился до урагана второй категории, после чего начал быстро слабеть из-за холодных поверхностных вод и окончательно распался к вечеру 6 июля.
Ураган перемещался в океане вдали от густонаселенных территорий, однако вызвал высокие волны на западном побережье Мексики и штата Калифорния США. Фабио стал шестым циклоном, получившим собственное имя в сезоне 2018 года, и это самое раннее формирование шестого именованного циклона в истории наблюдений за тихоокеанскими ураганами.

### Тропический шторм Гилма
18 июля NHC сообщил о большой вероятности формирования зоны низкого давления над восточной частью Тихого океана. К 22 июля обещанная зона низкого давления сформировалась в нескольких сотнях километрах к юго-юго-востоку от залива Теуантепек, а к полночи 27 июля она превратилась в тропическую депрессию, к полудню этого же дня усилившуюся до тропического шторма, получившего имя Гилма. Однако век шторма оказался недолог, и ещё через 12 часов сильный сдвиг ветра ослабил его обратно в тропическую депрессию, которая ослабла до остаточного минимума к полночи 30 июля. Циклон перемещался вдали от населенных территорий, никаких сообщений о жертвах и разрушениях не поступало.

### Тропическая депрессия Nine-E
24 июля NHC начал отслеживать неорганизованную область низкого давления, сформировавшуюся в открытом океане. Циклон постепенно наращивал мощь и к 26 июля стал тропической депрессией, которая, однако не смогла сформировать четко различимый центр конвекции, а на следующий день она влилась в внутритропическую зону конвергенции и прекратила своё существование. Циклон находился в открытом океане и никаких сведений о жертвах и разрушениях не поступало.

### Ураган Гектор
Поздним вечером 26 июля Национальный Центр по слежению за ураганами отметил высокую вероятность формирования зоны низкого давления в нескольких сотнях миль к юго-юго-востоку от побережья Мексики. Через два дня такая зона действительно сформировалась, а к полночи 1 августа сформировала организованную конвекцию и превратилась в тропическую депрессию, которая быстро набирала силу. Уже к шести часам утра циклон усилился до тропического шторма, получившего имя Гектор. К 17 часам 2 августа он усилился до урагана первой категории, который через 6 часов усилился до второй категории. Практически сразу после этого у циклона начался цикл замены глаза бури, что привело к временному ослаблению урагана до первой категории, а сразу после окончания цикла — к быстрому усилению. 5 августа ураган достиг своей максимальной силы, усилившись до четвёртой категории. Следующие несколько дней циклон менял свою интенсивность между 3 и 4 категорией, то усиливаясь, то ослабевая, пока 11 августа не начал устойчиво ослабевать из-за сильного сдвига ветра. К вечеру 12 августа ураган ослаб до первой категории, на следующий день он ослаб до тропического шторма и в таком статусе, покинул регион, рассматриваемый в данной статье, перейдя через линию перемены дат. 15 августа циклон ослаб до тропической депрессии и на следующий день рассеялся. При всей своей мощи циклон не убил ни одного человека и нанес минимальный ущерб.

### Тропический шторм Илеана
3 августа NHC начал отслеживать тропическую волну над восточной частью Тихого океана. Несмотря на неорганизованную структуру циклон усиливался и 4 августа превратился в тропическую депрессию, которая продолжила усиливаться, и к 6 августа циклон усилился до тропического шторма, получившего имя Илеана. Взаимодействие с ураганом Джон привело к разрушению шторма, и 7 августа шторм был поглощен более крупным циклоном. Три человека погибли из-за мощных ливней, вызванных циклоном, четвёртый утонул в океане, не сумев выплыть из отбойного течения, возникшего под действием шторма.

### Ураган Джон
29 июля NHC сообщил о высокой вероятности формирования области низкого давления в Тихом океане недалеко от побережья Мексики, которая действительно начала формироваться в нескольких сотнях миль к югу от залива Теуантепек 2 августа. Циклон медленно перемещался к северо-северо западу и упорядочивал свою структуру, пока в полночь 6 августа не было объявлено, что он усилился до тропической депрессии. Атмосферные условия и температура океана были благоприятны, благодаря чему циклон стремительно усиливался — через 6 часов он усилился до тропического шторма, а к полночи 7 августа — до урагана первой категории. В тот же день он поглотил тропический шторм Илеана, который неосторожно приблизился к нему и был полностью уничтожен, и к 18 часам усилился до урагана второй категории. Дальнейшему усилению урагана помешала понизившаяся температур поверхностных вод и циклон начал быстро ослабевать — уже через сутки он ослаб до первой категории, к 18 часам 9 августа — до тропического шторма, а ещё через сутки — превратился в остаточный минимум и прекратил свое существование.
Циклон не выходил на сушу, но вызвал высокие волны на океанском побережье Южной Калифорнии. О жертвах и разрушениях не сообщается.

### Тропический шторм Кристи
2 августа NHC отметил предпосылки формирования тропического циклона в открытом океане к югу от побережья Мексики. Циклон медленно смещался в западном направлении и медленно усиливался, пока не стал тропической депрессией к 8 часам утра августа. К полудню следующего дня он усилился до тропического шторма, получившего имя Кристи, а в 6 часов утра 10 августа он достиг максимального развития, почти достигнув силы урагана первой категории, после чего начал быстро ослабевать из-за попадания в более холодные воды и окончательно распался к 18 часам 11 августа. Циклон перемещался в открытом океане, никаких сообщений о жертвах и разрушениях не поступало.

### Ураган Лайн
15 августа тропическая депрессия сформировалась из зоны неорганизованных гроз, которые ранее отслеживались NHC. Погодные условия были благоприятны и циклон начал быстро усиливаться: к 18 часам 16 августа он усилился до тропического шторма, а к 6 утра 17 сентября — до тропического урагана. Последовавший после этого эффект быстрого усиления тропического циклона привел к тому, что уже утром 18 сентября ураган достиг 4 категории, после чего его сила то росла, то ослабевала, до тех пор, пока утром 22 августа он не достиг пятой категории. После этого усиления циклон начал быстро ослабевать из-за сильного сдвига ветра, за шесть часов ураган ослаб до второй категории. К 18 часам 26 августа циклон ослабел до тропической депрессии, 27 августа усилился до тропического шторма, но через 18 часов снова ослабел до депрессии и к 6 часам утра 29 августа превратился в остаточный минимум. На Гавайях от удара шторма погиб один человек, ущерб был оценен в 200 миллионов долларов США.

### Ураган Мириам
В полночь 23 августа NHC сообщил, что к юго-западу от мыса Южная Калифорния может возникнуть область низкого давления, которая действительно сформировалась в этом районе на следующий день. К полудню 26 августа циклон усилился до тропической депрессии, а через шесть часов — до тропического шторма, получившего имя Мириам. К полночи 30 августа шторм усилился до тропического урагана, а ещё через три часа перешёл в центральную часть Тихого океана, после чего задача его отслеживания была передана от NHC к CPHC. К 15 часам 31 августа Мириам усилился до урагана второй категории, после чего начал страдать от сдвига ветра и быстро слабеть. В ночь со 2 на 3 сентября циклон превратился в остаточный минимум. Циклон перемещался в открытом океане, никаких сообщений о жертвах и разрушениях не поступало.

### Ураган Норман
Ураган Норман произошёл из крупной зоны низкого давления, которая сформировалась 25 августа в нескольких сотнях миль к юго-юго-западу от побережья Мексики. Перемещаясь в западном направлении циклон постепенно усиливался, и к 18 часам 28 августа превратился в тропическую депрессию. Утром 29 августа циклон усилился до тропического шторма, получившего имя Норман. Атмосферные условия и температура поверхности моря были благоприятными и циклон начал очень быстро наращивать силу — ранним утром 30 августа Норман усилился до урагана первой категории, а через 18 часов он уже достиг своей максимальной силы, усилившись до урагана четвёртой категории. Такое усиление стало самым быстрым за три года, последний раз так быстро усиливался ураган Патрисия в 2015 году. В связи с циклом замены глаза и сдвигом ветра 31 августа ураган потерял силу до 2 категории, после чего его сила начала быстро и слабо предсказуемо меняться между 2 и 4 категорией, пока не ослабел до первой категории 6 сентября, 7 сентября он ослаб до тропического шторма, а в ночь с 8 на 9 сентября был признан внетропическим циклоном.

### Ураган Оливия
30 августа к юго-западу от Мексики сформировалась зона низкого давления. NHC наблюдал за перемещением атмосферного возмущения, которое постепенно формировало организованную конвекцию и к 6 часам утра 1 сентября превратилось в тропическую депрессию, расположенную в 680 км от города Мансанильо. К полудню 2 сентября циклон усилился до тропического шторма, получившего имя Оливия. В 6 часов утра 4 сентября шторм усилился до тропического урагана, усилившегося до второй категории через 12 часов, а до третей — в полночь 5 сентября. Первый раз до четвёртой категории ураган усилился в 6 часов утра 5 сентября, поле чего временно ослабел до второй категории, но уже 6 сентября вновь начал набирать силу и к 6 утра 7 сентября снова усилился до 4 категории, но вновь ненадолго. Уже через 6 часов ураган попал в зону с более прохладной водой и начал быстро терять силу — уже в полдень 8 сентября ураган ослаб до первой категории, а к утру 11 сентября — до тропического шторма. Поздним вечером 12 сентября шторм вышел на побережье островов Мауи и Ланаи (Гавайи), после чего ещё больше ослаб и к полудню 13 сентября превратился в тропическую депрессию, которая на следующий день ослабла до остаточного минимума. Оливия была первым тропическим циклоном, который вышел на острова Мауи и Ланаи за всю историю наблюдений.

### Тропический шторм Пауль
4 сентября к югу от побережья Мексики возникла зона неорганизованных гроз. Постепенно формируя организованную структура атмосферное возмущение смещалось на запад-северо-запад и к 18 часам 8 сентября усилилось до тропической депрессии. В 12 часов 9 сентября депрессия усилилась в тропический шторм, получивший имя Пауль. Несмотря на достаточно благоприятные условия шторм не смог усилиться до тайфуна и начал ослабевать, к 11 сентября он ослаб до тропической депрессии, а на следующий день — до остаточного минимум. Циклон перемещался в открытом океане, никаких сообщений о жертвах и разрушениях не поступало.

### Тропическая депрессия Nineteen-E
11 сентября NHC сообщил, что в ближайшие дни к югу от побережья Мексики возможно формирование зоны неорганизованных гроз, которая сформировалась в указанном регионе 14 сентября. Циклон сформировался вблизи побережья Мексики, и в первоначальных прогнозах предполагалось, что циклон не сможет развиться из-за близости к суше. Но вопреки пессимистичных прогнозам облачная структура циклона продолжала организовываться и в 18 часов 19 сентября NHC сообщил о формировании тропической депрессии, получившей обозначение Nineteen-E. Циклон вызвал мощные ливни на территории Мексики и разрушился на следующий день. Число погибших пока точно неизвестно, об сумме ущерба, традиционно, не сообщается, но по сообщением СМИ без него не обошлось.

### Ураган Роза
Вечером 19 сентября NHC спрогнозировал формирования области низкого давления, которая должна была возникнуть у западного побережья Мексики через несколько дней. Ранним утром 23 сентября в указанном в прогнозе месте возникла крупная область неорганизованных гроз. Циклон постепенно усиливался и к полудню 25 сентября превратился в тропическую депрессию, а через шесть часов — в тропический шторм, получивший имя Роза. В шесть часов утра следующего дня Роза усилилась до урагана, а к полуночи 27 октября — до седьмого за сезон урагана четвёртой категории. Поздним вечером 28 сентября циклон ослабел до третьей категории из-за начавшегося цикла замены глаза, а к утру 29 сентября — перестал считаться сильным ураганом. К полудню Роза вновь начала усиливаться, но к вечеру опять ослабла из-за сильного сдвига ветра и охлаждения поверхности моря, а на следующий день — ослабла до тропического шторма, в это время циклон направлялся в сторону полуострова Калифорния. 2 октября бывший ураган ослаб до остаточного минимума во время прохождения над территорией Мексики, а на следующий день рассеялся окончательно. От прямых и косвенных причин, связанных с ураганом Роза погибли три человека.

### Ураган Серхио
В конце 25 сентября NHC спрогнозировал высокую вероятность формирования зоны низкого давления около залива Теуантепек в течение нескольких следующих дней. Утром 26 сентября циклон возник в предсказанном районе, а NHC изначально оценил циклон как малоперспективный. Медленно смещаясь к западу циклон медленно формировал устойчивую конвективную структуру и к 29 сентября стал тропическим штормом Серхио. Продолжая смещаться на запад циклон продолжал усиливаться, сначала постепенно — к 1 октября он достиг первой категории, а потом стремительно, уже к 3 октября он достиг четвёртой категории, причем за сутки второго октября разом набрал две категории. Благодаря такому быстрому усилению он стал восьмым ураганом, достигшем четвёртой категории в восточной части бассейна за сезон, что является рекордом, ещё раз побитым в рамках сезона 2018 ураганом Вилла, став девятым таким ураганом.
Утром 4 октября ураган достиг максимальной силы со стабильными ветрами в 230 км/ч и давлением в 943 гПа, после чего начал постепенно ослабевать. На следующее утро циклон ослабел до третьей категории, 7 октября ослаб до второй, а к 9 — до первой категории. 12 октября циклон ослабел до тропического шторма и вышел на побережье мыса Нижняя Калифорния, после чего ослабел до тропической депрессии выйдя на континентальное побережье Мексики. Вскоре после этого циклон превратился в остаточный минимум и прекратил свое существование.
Уже после разрушения тропической структуры остатки циклона вызвали мощные ливни в Техасе, во время которых погибли два человека.

### Ураган Валака
29 сентября в центральной части Тихого океана сформировался первый с сентября 2016 года тропический шторм, получивший имя Валака. Шторм быстро усиливался — 30 сентября он усилился до урагана первой категории, за следующие сутки — до третьей, к 21:00 1 октября достиг четвёртой, а к трем часам утра 2 октября — достиг пятой, став вторым ураганом пятой категории в северном Тихом океане к востоку от линии перемены дат в сезоне 2018. Вечером этого же дня в связи с циклом смены глаза ураган несколько ослаб, но уже к 15:00 на следующий день он начал усиливаться обратно, но ненадолго. В этот же день сдвиг ветра начал ослаблять циклон, а все более холодные поверхностные воды только усиливали эффект, и к 18 часам 6 октября циклон стал внетропическим, находясь в этот момент в 1740 км от Гонолулу. Одновременно, в западной части Тихого океана, развивался тайфун Конг-Рей, который достиг силы, эквивалентной пятой категории у ураганов практически в то же время, что и Валака. Таким образом, впервые с 2005 года в северном полушарии существовала два тропических циклона пятой категории. При всей своей мощи ураган не убил ни одного человека и нанес минимальный ущерб.

### Тропический шторм Тара
Ранним утром 11 октября NHC начал наблюдение за разрозненным полем гроз в открытом океане вблизи залива Теуантепек. Перемещаясь параллельно побережью Мексики система медленно образовывала конвективную структуру, и к 18 часам 14 октября циклон усилился до тропической депрессии, а к полудню следующего дня — до тропического шторма, получившего имя Тара. Циклон, несмотря на малые размеры, продолжил усиливаться, но сильный сдвиг ветра свел на нет все попытки шторма стать ураганом. Уже к полуночи 17 октября шторм ослабел до тропической депрессии, а к шести утра окончательно превратился в барическую ложбину и прекратил свое существование. О жертвах и существенном ущербе не сообщалось.

### Тропический шторм Висенте
17 октября у побережья южной Гватемалы образавалась вытянутая зона низкого давления. Несмотря на ожидания метеорологов циклон не спешил формировать организованную конвективную структуру и медленно смещался в западном направлении. К раннему утра 19 октября к востоку от первичного ядра циклона начала формироваться новая барическая ложбина, которая начала быстро развиваться — уже к полудню она превратилась в тропическую депрессию, а ещё через шесть часов — в тропический шторм, получивший имя Висенте. В течение следующих двух дней циклон менял свою силу, то усиливаясь, то снова ослабевая, пока не превратился в остаточный минимум непосредственно перед выходом на сушу в штате Мичоакан, рассеявшийся вскоре после этого.
От наводнений и селей вызванных штормом на территории Мексики погибло 16 человек.

### Ураган Вилла
14 октября NHC начал мониторинг тропической волны, которая образовала область низкого давления в юго-западной части Карибского моря. Циклон постепенно смещался в западном направлении, 17 октября прошёл над территорией Белиза, и, выйдя в акваторию Тихого океана, начал формировать организованную конвекцию. 19 октября к востоку от прежнего ядра циклона начал формироваться новый центр низкого давления, который в тот же день превратился в тропический шторм Висенте, а первоначальный центр утром следующего дня стал тропической депрессией, а к середине дня - тропическим циклоном, получившим имя Вилла. Утром 21 октября шторм испытал эффект быстрой интенсификации и к полуночи по московскому времени усилился от шторма до урагана третьей категории, а ранним утром следующего дня - до урагана четвёртой категории, причем весь процесс усиления урагана от первой до четвёртой категории занял менее 24 часов. К 18:00 22 октября ураган достиг пятой категории, таким образом за двое суток он усилился от тропического шторма до урагана пятой категории и стал третьим ураганом пятой категории в сезоне. Из-за начавшегося цикла смены глаза ураган ослаб до четвёртой категории утром 23 октября, а сдвиг ветра дополнительно ослабил ураган перед выходом на сушу. Ураган Вилла вышел на побережье Мексики в штате Синалоа ночью 24 октября и к концу дня рассеялся над северо-восточной часть страны. От удара стихии погибли шесть человек: четверо утонули в реке Сан-Педро, а ещё двое - в городе Ногалес, который был серьёзно разрушен мощным паводком.

### Тропический шторм Хавьер
25 октября NHC начал отслеживать барическую ложбину, расположенную в открытом океане. В течение следующей недели метеорологи наблюдали за циклоном, который медленно дрейфовал в открытом океане. В ночь со второго на третье ноября циклон усилился в тропическую депрессию, а к шести утра 3 ноября — до тропического шторма Хавьер, причем это был первый с 1992 года и третий за всю историю наблюдений тропический циклон в регионе, получивший имя на букву «Х» — в тот год таким циклоном был так же тропический шторм Хавьер. Шторм испытывал постоянные проблемы с дальнейшим усилением из-за устойчивого сдвига ветра и превратилась в посттропический циклон ранним утром 6 ноября. Циклон вызвал сильные ветра и проливные дожди на западном побережье Мексики, но сообщений о жертвах не поступало.

## Имена штормов
Имена из следующего списка будут использоваться в сезоне 2018 года для именования штормов, которые возникли в восточной части Тихого океана. При возникновении особо разрушительных ураганов их имена будут закреплены за ними навечно, а оставшиеся имена будут использованы в сезоне 2024 года. Список выбывших имен (при их наличии) будет объявлен Всемирной метеорологической организацией весной 2019 года. Текущий список имен уже использовался в сезоне 2012 года.
| - Aletta - Bud - Carlotta - Daniel - Emilia - Fabio - Gilma - Hector | - Ileana - John - Kristy - Lane - Miriam - Norman - Olivia - Paul | - Rosa - Sergio - Tara - Vicente - Willa - Xavier - Yolanda (не использовано) - Zeke (не использовано) |

Для штормов, которые образуются в зоне ответственности центральнотихоокеанского центра ураганов (она расположена между меридианом 140 западной долготы и линей перемены дат) используются имена из четырёх поочередно сменяемых списков. В 2018 году планируется использовать следующие 4 имени:
| - Walaka | - Akoni (не использовано) | - Ema (не использовано) | - Hone (не использовано) |

## Последствия
В данной таблице сведены данные о всех тропических штормах и ураганах, сформировавшихся в сезоне 2018 года. Все экономические потери приводятся в ценах 2018 года, валюта — доллар США.
| Шкала ураганов Саффира — Симпсона |    |   |   |   |   |   |
| TD                                | TS | 1 | 2 | 3 | 4 | 5 |

| Имя          | Сроки существования                                   | Классификация на пике развития     | Средняя скорость ветра (км/ч) | Минимальное давление в центре циклона (гПа) | Затронутые регионы                                                               | Ущерб (USD)  | Число погибших | Ссылки                  |
| ------------ | ----------------------------------------------------- | ---------------------------------- | ----------------------------- | ------------------------------------------- | -------------------------------------------------------------------------------- | ------------ | -------------- | ----------------------- |
| One-E        | 10 – 12 мая                                           | Депрессия                          | 55                            | 1006                                        | нет                                                                              | 0            | 0              |                         |
| Алетта       | 6 – 11 июня                                           | Ураган четвертой категории         | 220                           | 943                                         | нет                                                                              | 0            | 0              |                         |
| Бад          | 9 – 15 июня                                           | Ураган четвертой категории         | 215                           | 948                                         | острова Ревилья-Хихедо, Западная Мексика, Южная Нижняя Калифорния, Юго-Запад США | минимальный  | 0              |                         |
| Карлотта     | 14 – 19 июня                                          | Тропический шторм                  | 100                           | 997                                         | юго-западная Мексика                                                             | не определен | 0              |                         |
| Даниэл       | 24 – 26 июня                                          | Тропический шторм                  | 75                            | 1003                                        | нет                                                                              | нет          | 0              |                         |
| Эмилия       | 27 июня – 2 июля                                      | Тропический шторм                  | 95                            | 997                                         | нет                                                                              | нет          | 0              |                         |
| Фабио        | 30 июня – 6 июля                                      | Ураган второй категории            | 175                           | 964                                         | нет                                                                              | нет          | 0              |                         |
| Гилма        | 26 – 29 июля                                          | тропический шторм                  | 65                            | 1006                                        | нет                                                                              | нет          | 0              |                         |
| Nine-E       | 26 – 27 июля                                          | тропическая депрессия              | 55                            | 1008                                        | нет                                                                              | нет          | 0              |                         |
| Гектор       | 31 июля 13 августа покинул регион 16 августа распался | Ураган четвертой категории         | 250                           | 936                                         | Гавайи, атолл Джонстон                                                           | минимальный  | 0              |                         |
| Илеана       | 4 –7 августа                                          | Тропический шторм                  | 100                           | 998                                         | Мексика                                                                          | неизвестен   | 4              | [ 251 ]                 |
| Джон         | 5 –10 августа                                         | Ураган второй категории            | 165                           | 969                                         | Мексика, Южная Калифорния                                                        | нет          | 0              |                         |
| Кристи       | 7 –11 августа                                         | Тропический шторм                  | 110                           | 991                                         | нет                                                                              | нет          | 0              |                         |
| Лайн         | 15 -29 августа                                        | Ураган пятой категории             | 260                           | 922                                         | Гавайи                                                                           | 200 млн      | 1              |                         |
| Мириам       | 26 августа - 2 сентября                               | Ураган второй категории            | 155                           | 974                                         | нет                                                                              | нет          | 0              |                         |
| Норман       | 28 августа - 9 сентября                               | Ураган четвертой категории         | 240                           | 937                                         | нет                                                                              | нет          | 0              |                         |
| Оливия       | 1 - 14 сентября                                       | Ураган четвертой категории         | 215                           | 948                                         | нет                                                                              | минимальный  | 0              |                         |
| Пауль        | 8 – 12 сентября                                       | Тропический шторм                  | 75                            | 1002                                        | нет                                                                              | нет          | 0              |                         |
| Nineteen-E   | 19 – 20 сентября                                      | Депрессия                          | 55                            | 1002                                        | нет                                                                              | 42 млн.      | 8 (2)          | [ 252 ]                 |
| Роза         | 25 сентября – 2 октября                               | Ураган четвертой категории         | 220                           | 940                                         | Мексика, юго-запад США                                                           | 530 000      | 3              | [ 176 ] [ 177 ] [ 178 ] |
| Серхио       | 29 сентября – 12 октября                              | Ураган четвертой категории         | 220                           | 943                                         | Мексика, Техас                                                                   | 352 млн.     | 2              | [ 193 ] [ 194 ]         |
| Валака       | 29 сентября – 6 октября                               | Ураган пятой категории             | 260                           | 920                                         | Атолл Джонстон, Подветренные Гавайи, Аляска, Британская Колумбия                 | минимальный  | 0              |                         |
| Тара         | 14 – 17 октября                                       | Тропический шторм                  | 100                           | 995                                         | Мексика                                                                          | Минимальный  | 0              |                         |
| Висенте      | 19 – 23 октября                                       | Тропический шторм                  | 85                            | 1002                                        | Гондурас, Сальвадор, Гватемала, Мексика                                          | 7 млн.       | 16             | [ 220 ] [ 221 ] [ 222 ] |
| Вилла        | 20 – 24 октября                                       | Тропический ураган пятой категории | 160                           | 925                                         | Центральная Америка, Мексика, Техас                                              | 215 млн.     | 6              | [ 236 ] [ 237 ]         |
| Хавьер       | 2 – 6 ноября                                          | Тропический шторм                  | 95                            | 999                                         | Мексика                                                                          | 0            | 0              |                         |
| Итоги сезона |                                                       |                                    |                               |                                             |                                                                                  |              |                |                         |
| 26 циклона   | 10 мая – 6 ноября                                     |                                    | 260                           | 920                                         |                                                                                  | 615 млн      | 40 (2)         |                         |